# Epeolus carolinus
Epeolus carolinus är en biart som beskrevs av Mitchell 1962. Epeolus carolinus ingår i släktet filtbin, och familjen långtungebin. Inga underarter finns listade i Catalogue of Life.